# Zahnfraktur

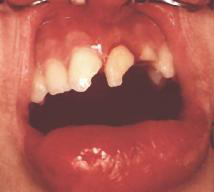
Zähne 11 und 21: Frakturen der Zahnkronen. Zahn 22: Fraktur in Höhe des Zahnhalses. Nebenbefunde: Zahn 23 fehlt offenbar. Bissverletzung und Ödem in der Unterlippe.

Eine Zahnfraktur (lat. fractura „Bruch“) ist ein Bruch, eine Spaltung, eine Absplitterung oder auch nur ein Riss (Infraktur) eines Zahnes, der durch traumatische Einwirkung entsteht, welche durch einen Stoß oder Schlag (meist im Frontzahnbereich – siehe dazu auch Frontzahntrauma), einen Aufbiss auf einen harten Fremdkörper in Speisen, einer sogenannten Schrotkugelfraktur (beispielsweise Aufbiss auf eine Schrotkugel in Wildbret, auf einen Kirschkern oder ein ungemahlenes Korn in Vollkornprodukten), einen Unfall oder während einer Zahnentfernung (Extraktion) ausgelöst werden kann.
Auch bei Milchzähnen können Zahnfrakturen auftreten.

## Systematik und Therapie
Je nach Lokalisation des Bruches wird unterschieden:
- Fraktur im Bereich der Zahnkrone
 unterteilt in:
  - Fraktur ausschließlich im Zahnschmelz; Therapie: Füllung oder Krone
  - Fraktur im Zahnschmelz und Dentin ohne Beteiligung der Pulpa (Zahnnerv); Therapie: Indirekte Überkappung; dann Füllung oder Krone
  - Fraktur im Zahnschmelz und Dentin mit Beteiligung der Pulpa; Therapie: Direkte Überkappung bzw. Vitalamputation (Entfernung der lebenden Pulpa in der Zahnkrone) oder Vitalexstirpation (Entfernung der lebenden Pulpa bis zur Wurzelspitze); dann Füllung oder Krone
- Fraktur in Höhe des Zahnhalses; Therapie: Wurzelkanalbehandlung; dann  Stiftaufbau bzw. Stiftkrone
- Fraktur der Zahnwurzel
 unterteilt in:
  - Fraktur im oberen Wurzeldrittel; Therapie: Wurzelkanalbehandlung; dann  Stiftaufbau bzw. Stiftkrone
  - Fraktur im mittleren Wurzeldrittel; Therapie: Extraktion
  - Fraktur im unteren Wurzeldrittel; Therapie: Wurzelspitzenresektion
  - Längsfraktur; Therapie: Extraktion

### Abbildungen

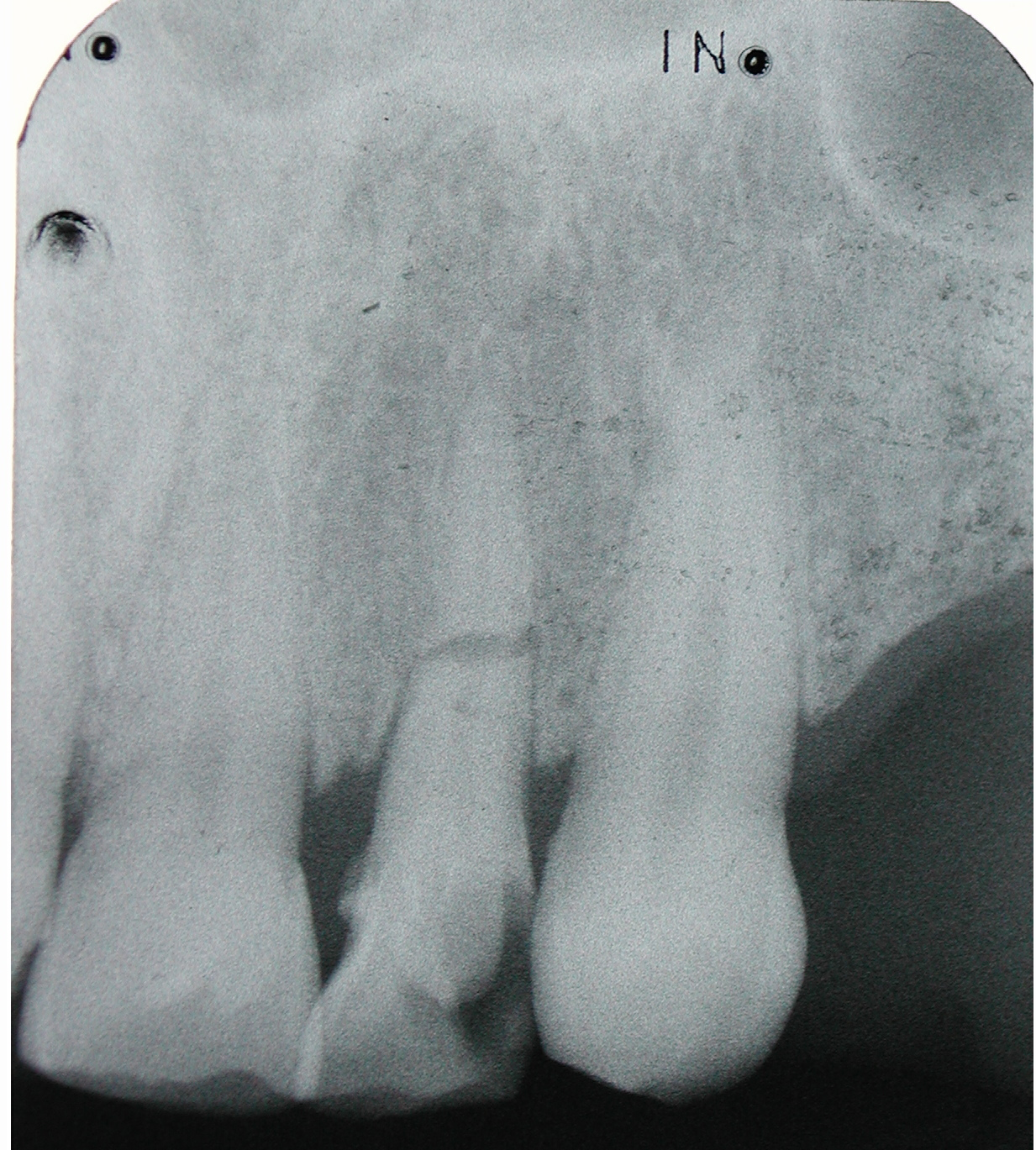
Querfraktur im mittleren Wurzeldrittel eines seitlichen oberen  Schneidezahns; Nebenbefund: Tiefe Karies am frakturierten Zahn
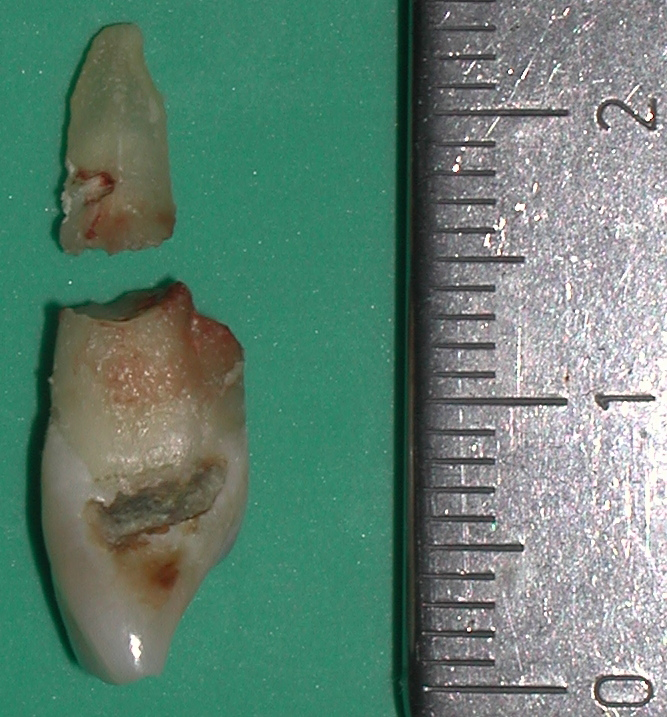
Querfraktur im mittleren Wurzeldrittel; Nebenbefund: Approximalkaries
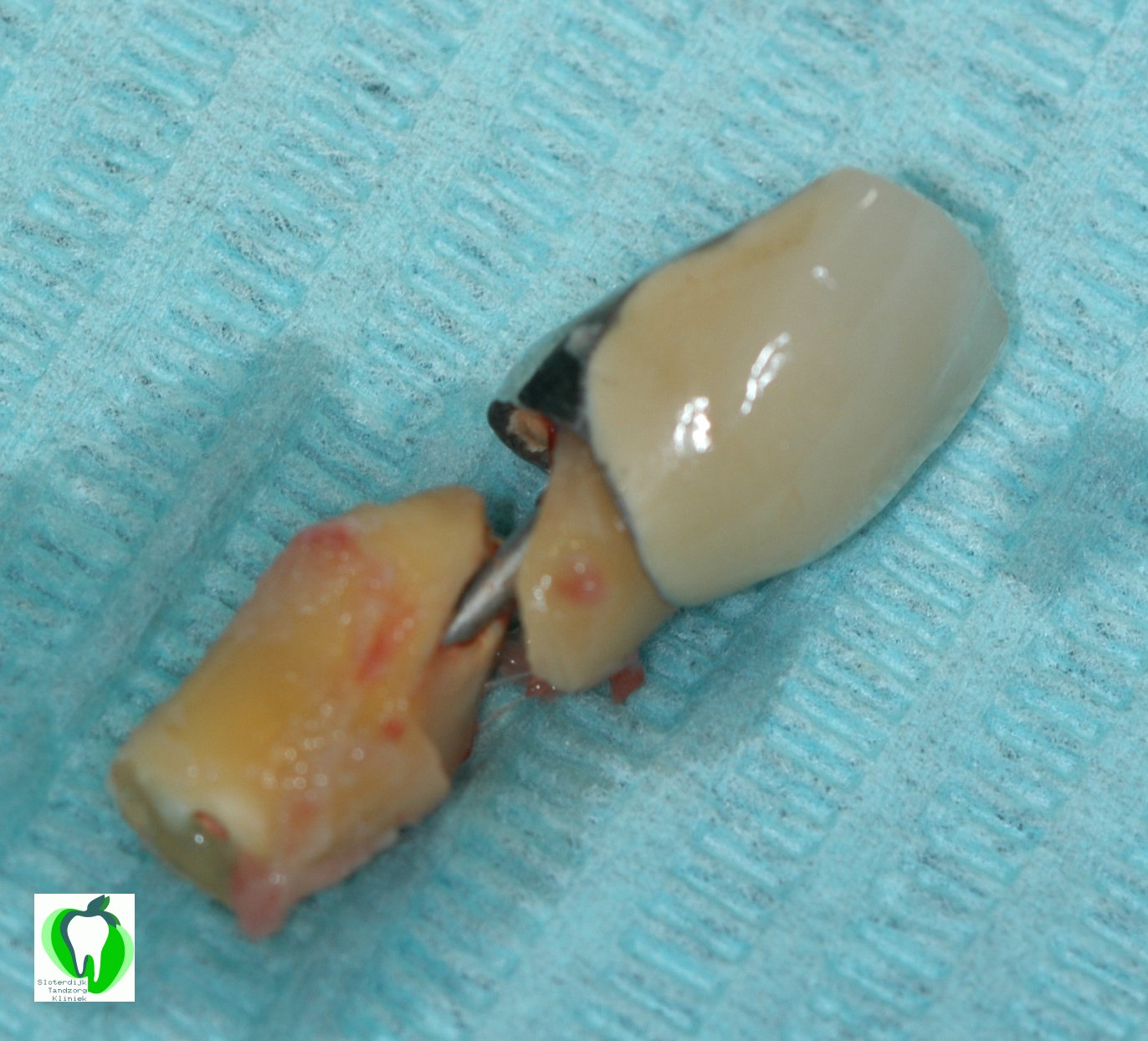
Fraktur eines entfernten, vorher bereits mit einer Stiftkrone versorgten Zahnes im Bereich des Zahnhalses. Der Zahn war früher schon reseziert worden (Wurzelspitzenresektion).
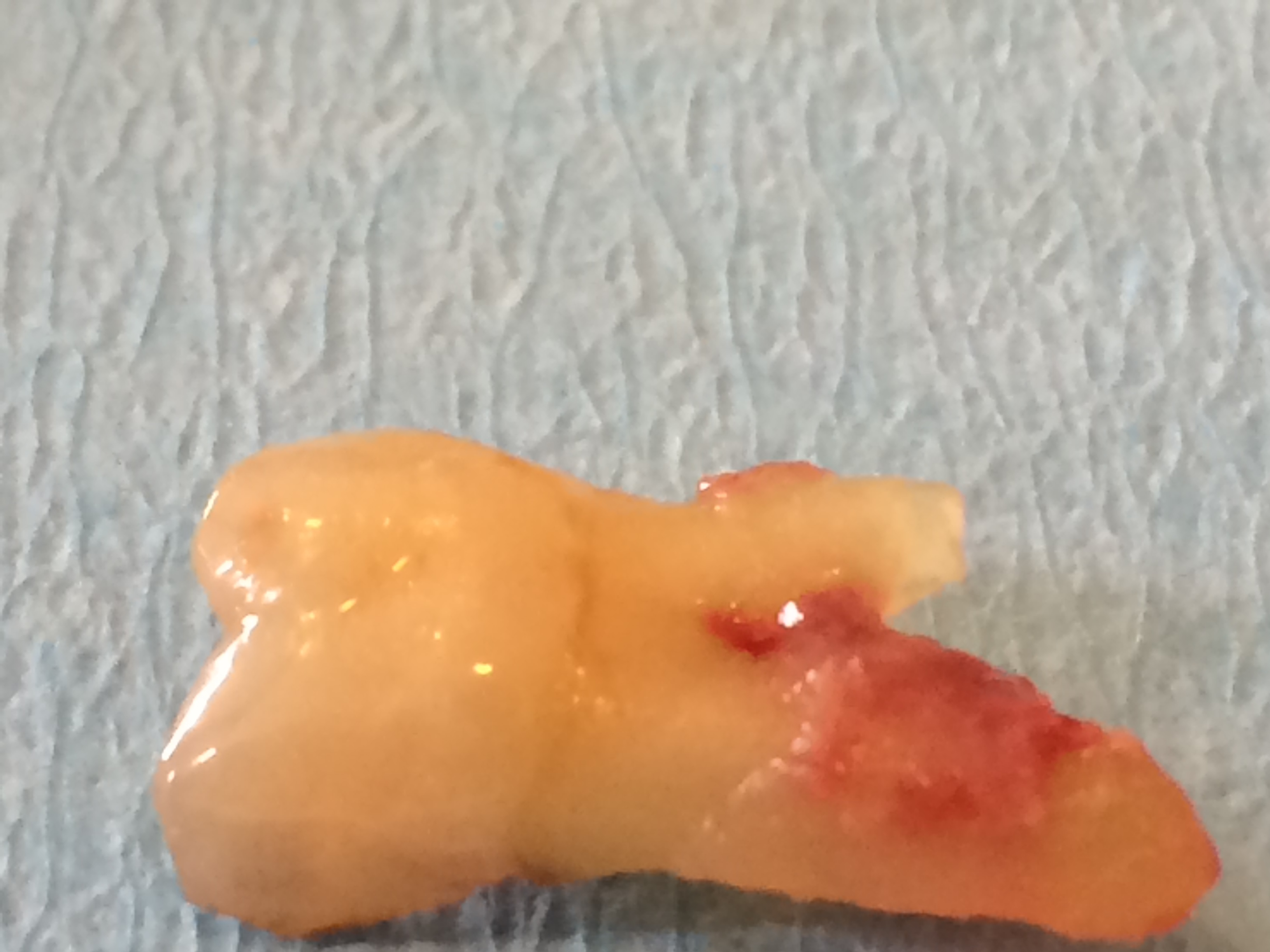
Entferntes bukkales Zahnfragment eines Molaren (Zahn 16) nach einer Längsfraktur

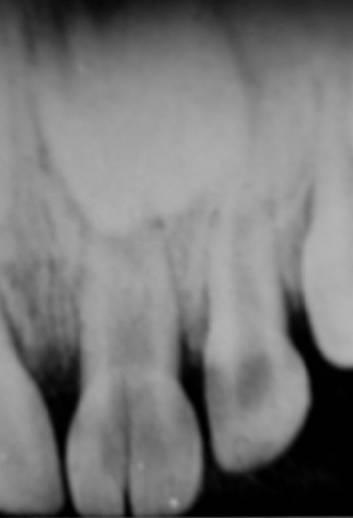
Längsfraktur (Riss) im Kronenbereich eines mittleren oberen Schneidezahnes; Nebenbefund: verlagerter und retinierter Bleibender Eckzahn
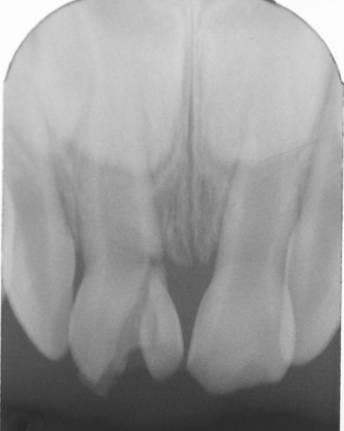
Längsfraktur im Kronenbereich eines mittleren oberen Milchschneidezahnes. Die bleibenden Zähne sind bereits zu erkennen.
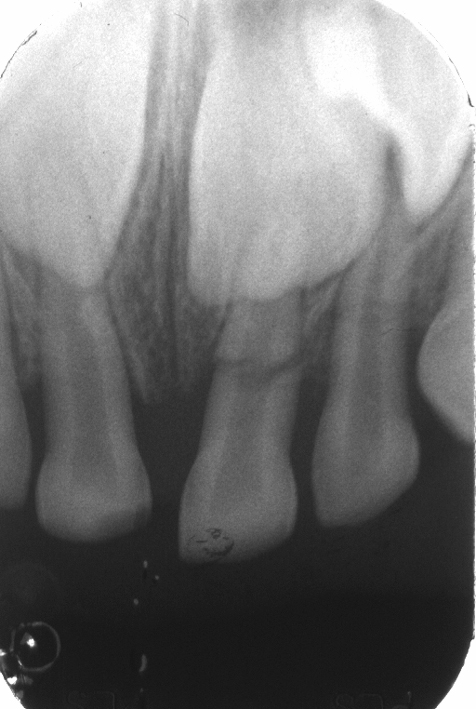
Querfraktur im mittleren Wurzeldrittel eines Milchschneidezahns. Die bleibenden Zähne sind bereits zu erkennen.